# Kostel svatého Jiří (Štítary)
Kostel svatého Jiří se nachází v centru městyse Štítary. Kostel je farním kostelem římskokatolické farnosti Štítary na Moravě. Jde o barokní stavbu s pozdně románským jádrem. Kostel je v rámci areálu s oddělenou věží se zvonicí chráněn jako kulturní památka České republiky.

## Historie
Kostel byl postaven zřejmě kolem konce 13. století. V roce 1528 získal panství Vranov Zdeněk Meziříčský z Lomnice a ten byl na poddané mírný a ti tak měli poměrně velkou svobodu a velká část jich přešla na protestantskou víru a majetky kostela tak byly rozděleny občanům. V roce 1620 byli protestantští kazatelé z obce vykázáni a roku 1628 byli do Štítar vysláni znojemští jezuité, aby znovu připravili katolickou faru, až do roku 1630 byl kostel přifařen farnosti Bítov a později do farnosti Vranov u Brna. V roce 1657 byl kostel stále přifařen vranovské farnosti a byl stavebně v pořádku, nábožensky však nikoliv. V roce 1706 kostel po úderu bleskem vyhořel, stejně tak i fara a velká část obce. V roce 1795 byla přestavěna zvonice resp. samostatná věž, velký vítr tehdy shodil střechu zvonice. Kostel byl později opraven a přestavěn. Další požár obec postihl v roce 1835, tentokrát však kostel nezasáhl a ten tak nebyl poničen. Roku 1890 byly zakoupeny věžní hodiny a v roce 1893 byl pořízen nový hlavní oltář. V 21. století získala farnost dotaci pro rekonstrukci kostela.